# Аджестер
Адже́стер (від англ. adjuster) або ж диспаше́р (фр. dispacheur) — службова особа, яка складає документ — диспашу, засвідчуючи цим суму витрат у разі аварії транспортного судна, і встановлює пропорції (частки) витрат, які нестимуть власник судна, особа, що його застрахувала, та власник вантажу.